# Халафская культура
Хала́фская культура или Хала́ф (иногда Хала́фский период) — археологическая культура или фаза в развитии материальной культуры Северной Месопотамии и Северной Сирии, относящаяся к керамическому неолиту (ранее — к энеолиту). В общих чертах датируется концом 6-го — началом 5 тысячелетия до н. э., абсолютная датировка ненадёжна. Название — по памятнику Телль-Халаф в Сирии, где были впервые массово обнаружены осколки типичной керамики. Сформировалась на базе культуры раннего керамического неолита северной Сирии, следы которой открыты Питером М. М. Г. Аккермансом на памятнике Телль-Саби-Абьяд. На востоке взаимодействовала с другими керамическими культурами Месопотамии — хассунской и самаррской. В 5-м тысячелетии до н. э. подверглась сильному влиянию Убейда, породив переходную халафско-убейдскую традицию и, в конечном счете — ассимилированную культуру Северного Убейда. Для Халафа была характерна необычайно изящная (для того времени) керамика, широко продавшаяся на Ближнем Востоке, особые постройки — толосы и орнамент в виде мальтийских крестов и букраний (изображений бычьих голов).

## История открытия
Первые образцы ранее неизвестной халафской керамики были обнаружены в 1908 г. Джоном Гарстангом на памятнике Сакче-гёзю. Позже значительное количество таких осколков открыл барон Макс фон Оппенгейм при раскопках между 1911 и 1927 годом арамейского дворца в Телль-Халафе (Северная Сирия); по имени этого памятника керамика стала называться халафской. Подлинное открытие халафской культуры осуществил в 1930-е годы Макс Маллоуэн раскопками Телль-Арпачийи (Северный Ирак). На современные представления о халафской культуре значительно повлияли исследования нидерландского археолога Петера Аккерманса, проводившиеся в 1980-х гг. в долине реки Белих.

## Датировка и периодизация
Абсолютная хронология Халафа ненадёжна; в общих чертах калиброванная датировка культуры охватывает 5600—4500 годы до н. э. Важную роль в датировании играет материал Телль-Арпачийи, где находился местный центр производства керамики (основа относительной датировки).
Выделяется несколько фаз эволюции материальной культуры
- переходная к Халафу фаза раннего керамического неолита
- ранний Халаф: 5600—5300 гг. до н. э.
- средний Халаф: 5300—4800 гг. до н. э.
- поздний Халаф: 4800—4500 гг. до н. э.
- переходный халаф-убейдский период

## Характеристика

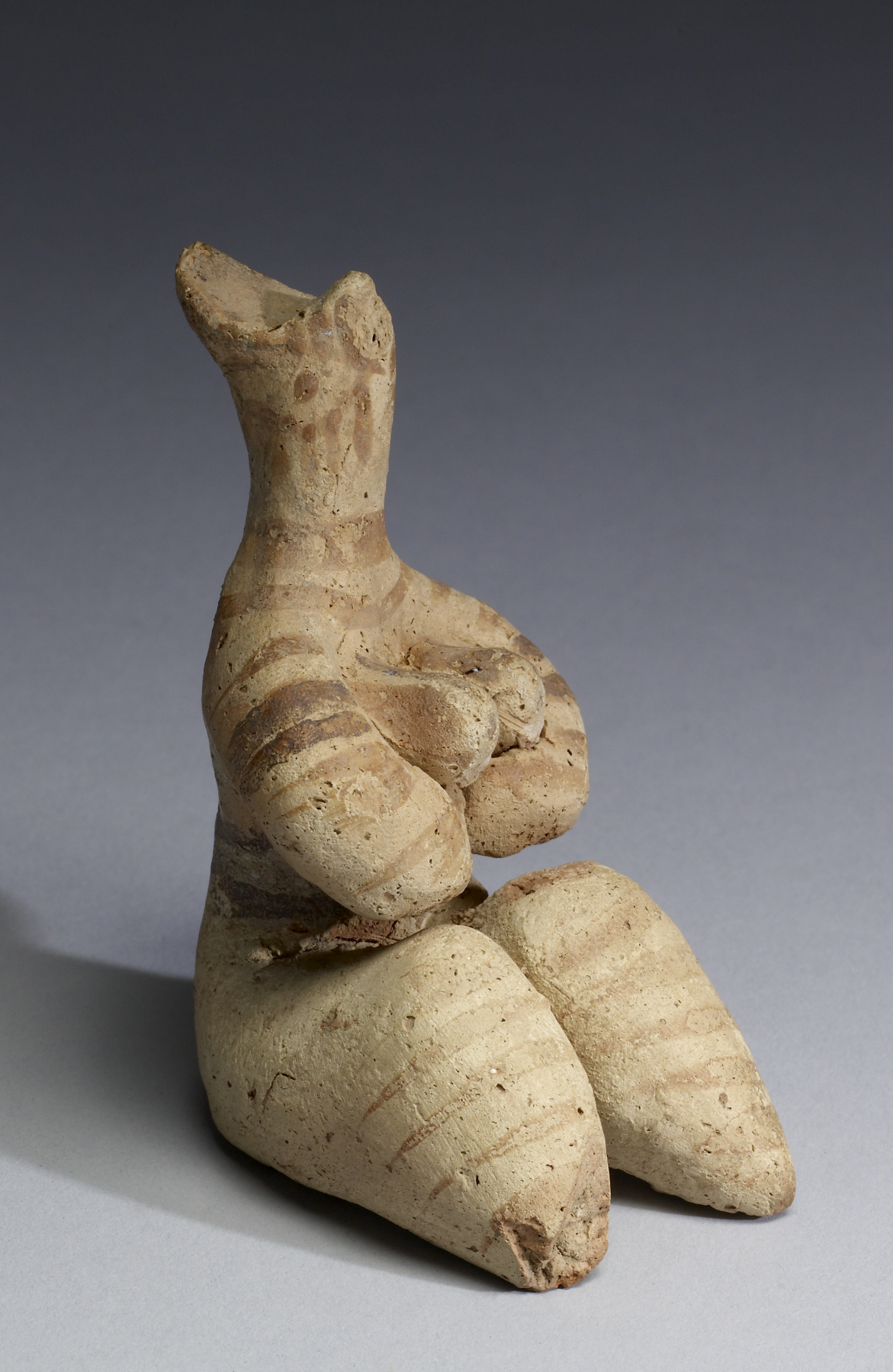
Халафская терракотовая статуэтка

### Происхождение
В прежних публикация доминировала точка зрения о пришлом характере халафского населения: считалось, что его прародина находилась где-то в соседних холмистых и горных районах — Анатолии и Армянского нагорья. Впоследствии эти взгляды были пересмотрены: в 1980-е годы раскопки П. М. М. Г. Аккерманса на северосирийской памятнике Телль-Саби-Абьяд выявили слои особой предхалафской культуры раннего керамического неолита.

### Материальная культура
Небольшие поселения халафской культуры располагались у рек, были плотно застроены однокомнатными сырцовыми домами в виде толосов с примыкающими прямоугольными хозяйственными постройками, иногда с печами, очагами (в том числе для обжига керамики). Основой хозяйства были земледелие и скотоводство. Земледелие основывалось на природных осадках, ирригация не использовалась. Выращивали эммер (сорт пшеницы), ячмень и лён. Найдены каменные зернотёрки, ступки, серпы, обгоревшие зёрна разных видов пшеницы, ячменя, кости домашних животных (коровы, овцы, козы, собаки и др.). Многочисленны орудия из кости.
Керамика халафской культуры была высокого качества и имела широкое распространение в северной Сирии, Месопотамии и части Анатолии. Формы разнообразны, орнамент — геометрической или сюжетной (изображения животных) росписью, коричневым по розоватому или желтоватому фону. Специфическими элементами орнамента были мальтийский крест и букрании (изображения бычьих голов); последнее побуждало ранних исследователей предполагать среди халафцев особый культ быка (связанный с идеями мужского плодородия). Изготавливалась также нерасписная и лощёная керамика. Обнаружены антропоморфные и зооморфные глиняные фигурки; все халафские антропоморфные фигурки изображают женщин (как правило присевших, с преувеличенной грудью) и вероятно связаны с идеями плодородия. Единичны находки из меди (в том числе печать); однако для изготовления оруди медь не использовалась.
Погребения халафской культуры — трупоположения в грунтовых ямах в скорченном положении на боку. Известны также трупосожжения. Младенцев часто хоронили в сосудах в под полами построек. Погребения сопровождались дарами из посуды (пищи), украшениями, фигурками и др.
На поздних стадиях халафская культура подверглась мощному убейдскому влиянию, в результате чего возникла смешанная традиция Северного Убейда. На некоторых памятниках (Телль-Арпачийя) переход от Халафа к Убейду отмечен следами разрушений.

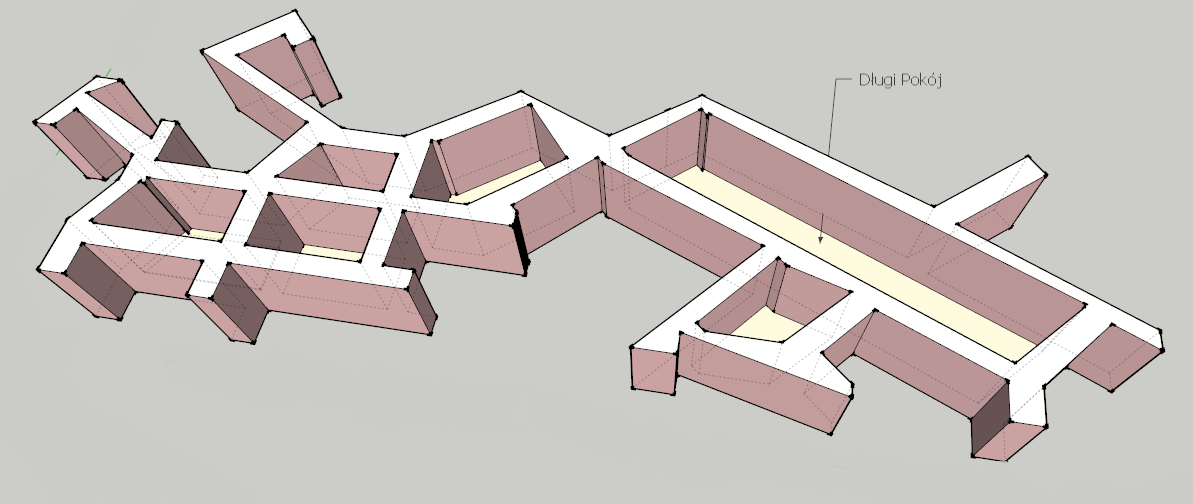
Спальный дом

### Этническая принадлежность
Этническая принадлежность халафцев неизвестна: культура исчезла задолго до появления письменных сведений о древнейших народах Передней Азии. В середине XX в. предпринимались попытки соотнести халафцев с носителями так называемых протоевфратских языков — части реконструируемого лингвистами дошумерского субстрата. В соответствующих публикациях потомков халафцев исторического времени иногда именовали субареями.
Гипотеза Гамкрелидзе — Иванова по ряду признаков (трупосожжение и т. п.) соотносит халафскую культуру с праиндоевропейцами.